# Стелс-технология
Стелс (англ. stealth), также стелс-технология, технология малозаметности — комплекс способов снижения заметности боевых машин в радиолокационном, инфракрасном и других областях спектра обнаружения посредством специально разработанных геометрических форм и использования радиопоглощающих материалов и покрытий, что заметно уменьшает радиус обнаружения и тем самым повышает выживаемость боевой машины. Технологии снижения заметности являются самостоятельным разделом военно-научной дисциплины электронных средств противодействия, охватывают диапазон техники и технологий изготовления военной техники (самолётов, вертолётов, кораблей, ракет и т. д.).
Значительного поглощения радиоволн можно добиться только в сантиметровом диапазоне, и гораздо хуже в дециметровом. В силу физики распространения радиоволн сделать объект малозаметным в метровом диапазоне, когда длина волны сравнима с собственными размерами объекта, изменением его формы в принципе невозможно. Также на нынешнем уровне технологий невозможно добиться полного поглощения любого радиоизлучения, падающего на объект под произвольным углом. В частности, средствами стелс-технологий названная задача неразрешима вовсе. Поэтому в настоящее время главная цель при выборе формы объекта (например боевого самолёта) есть отражение волн в сторону от излучателя, — таким образом, часть сигнала поглощается специальными покрытиями, а остальная часть отражается так, что радиоэхо не возвращается к наблюдающей РЛС (что особенно эффективно против совмещённых приёмопередающих станций).

## Основные принципы
Для снижения заметности в радиолокационном диапазоне используют:
- специальное покрытие (радиопоглощающее или радиопрозрачное) и такие же детали в конструкции;
- особую форму аппарата, отражающую радиоволны не в направлении антенны РЛС;
- экранирование лопаток компрессора и турбины двигателя;
- конструкцию, которая исключает появление «блестящих точек» (зон хорошо отражающих радиоволны).

Для снижения заметности в инфракрасном диапазоне используют:
- особую форму сопла двигателя, а также его экранирование;
- специальное топливо или примеси к нему для снижения теплового излучения[1].

## Уязвимость для современных средств обнаружения
По большинству боевых и специальных вспомогательных машин, созданных с применением технологий малозаметности, отсутствуют независимые данные по величине эффективной поверхности рассеяния (ЭПР) в различных диапазонах, так как экспертная оценка этой информации может повысить их уязвимость. Часть данных о заметности подобных машин основана на теоретических оценках, также существуют случаи намеренной дезинформации, завышающие либо, наоборот, занижающие реальное значение ЭПР. Поэтому ко всем оценкам величин заметности малозаметных военных машин следует относиться с высокой степенью осторожности.
По мнению начальника противовоздушной обороны ВКС России генерал-майора В. Гумённого, в настоящее время «самолеты-невидимки», созданные по стелс-технологии, не невидимы для средств ПВО, — такие цели благополучно берутся на сопровождение и своевременно уничтожаются. Однако не упоминается ни расстояние, на котором возможно осуществлять подобные операции, ни количество целей, которое средство обнаружения способно сопровождать.
В любом случае, стелс-технологии не обеспечивают полную незаметность самолётов, они лишь снижают их заметность в радиолокационном и инфракрасном спектрах. При этом технологии малозаметности обеспечивают снижение заметности лишь в сантиметровом и дециметровом радиолокационных диапазонах. РЛС метрового диапазона уверенно обнаруживает самолет, созданный по технологии малозаметности. Однако такая РЛС не может выдать достаточно точные координаты для наведения ракет на этот самолет. Кроме того, РЛС метрового диапазона невозможно установить на воздушном судне из-за ограничений по физическим размерам.

## История применения
Первым самолётом, в котором намеренно использовались принципы малозаметности (радиопоглощающее покрытие, особая форма), стал самолёт-разведчик SR-71 Blackbird. Затем эти технологии были применены при создании истребителя-бомбардировщика F-117 Nighthawk. После этого был создан стратегический бомбардировщик — «невидимка» B-2 Spirit. Наконец, по этой технологии были созданы истребители пятого поколения F-22 Raptor (2005) и F-35A/B (2015). Технологии малозаметности также применяются в военном судостроении, частично на наземной технике (в этом случае, в основном, снижается заметность в инфракрасном диапазоне).

## Летательные аппараты, созданные с применением технологий снижения заметности
Упорядочены по времени появления

### Пилотируемые
К примеру, самолёты четвёртого поколения — российские Су-27 или американский F-15 — имеют коэффициент действия отражённой поверхности в пределах 12 квадратных метров. Также, по словам некоторых экспертов, у новейшего F-22 (американский истребитель пятого поколения) — 0,3—0,4 м².

#### Самолёты с пониженной заметностью
Самолёты с применением ранних вариантов технологий малозаметности, в ряде случаев случайным, и в основном без специальной геометрии. Широко применяются радиопоглощающие покрытия, на некоторых машинах используются композитные материалы, а также «радар-блокеры» в воздухозаборниках двигателей.
| Государственная принадлежность               | Разработчик                                  | Название                   | Статус                               | Описание | Изображение |
| -------------------------------------------- | -------------------------------------------- | -------------------------- | ------------------------------------ | --- | ----------- |
| СССР                                         | ОКБ Поликарпова                              | У-2 (По-2)                 | Эксплуатируются отдельные экземпляры | Многоцелевой биплан благодаря почти полному отсутствию металла в конструкции был незаметен для ранних немецких и американских РЛС, а благодаря умелой тактике применения — и для всех остальных средств ВНОС                                                          |             |
| СССР                                         | ВАКШС                                        | Невидимый самолёт (ПC)     | Эксплуатация прекращена              | Отличительной особенностью самолёта была обшивка его поверхностей прозрачным материалом — «родоидом» — органическим стеклом французского производства |             |
| Великобритания                               | De Havilland Aircraft Company                | Mosquito                   | Эксплуатация прекращена              | Британский цельнодеревянный лёгкий бомбардировщик имел низкую заметность для ранних РЛС |             |
| Нацистская Германия                          | Братья Хортен                                | Ho IX/ Go 229              | Разработка прекращена                | Немецкий самолёт, создаваемый в 1944—1945 годах, имел сниженную радиолокационную заметность благодаря аэродинамической схеме «летающее крыло» |             |
| США                                          | Northrop                                     | XB-35/ YB-49               | Разработка прекращена                | Серия проектов дальнего тяжёлого бомбардировщика, имели сниженную радиолокационную заметность благодаря аэродинамической схеме «летающее крыло» |             |
| Великобритания                               | Avro                                         | Vulcan                     | Эксплуатация прекращена              | Стратегический бомбардировщик с дельтовидным крылом, у которого была снижена радиолокационная заметность при наблюдении с определённых ракурсов за счёт упрощения внешних форм и экранирования воздухозаборников                                                      |             |
| США                                          | Lockheed                                     | SR-71 Blackbird            | Эксплуатация прекращена              | Сверхзвуковой стратегический разведчик, является самым быстрым пилотируемым самолётом с турбопрямоточной силовой установкой, создан с использованием ранних технологий снижения заметности (плоские формы, сужающиеся стороны, радиопоглощающие покрытия)             |             |
| СССР                                         | ОКБ Туполева                                 | Ту-202                     | Разработка прекращена                | Проект выполнялся по нормальной схеме моноплана с низкорасположенным стреловидным крылом и стреловидным хвостовым оперением, разработан на базе Ту-142 | -           |
| США                                          | Rockwell                                     | B-1 Lancer                 | Эксплуатируется                      | Сверхзвуковой стратегический бомбардировщик с изменяемой стреловидностью крыла |             |
| СССР / · Россия                              | ОКБ Туполева                                 | Ту-160                     | Эксплуатируется                      | Сверхзвуковой дальний стратегический бомбардировщик-ракетоносец с изменяемой стреловидностью крыла |             |
| СССР / · Россия                              | ОКБ МиГ                                      | МиГ-29СМТ                  | Эксплуатируется                      | Модернизированный истребитель МиГ-29, для снижения ЭПР применяются радиопоглощающие покрытия, ЭПР в курсовой плоскости имеет значение менее 1 м² |             |
| СССР / · Россия                              | ОКБ МиГ                                      | МиГ-33 (МиГ-29М)           | Разработка прекращена                | Модернизированный истребитель МиГ-29, для снижения ЭПР применяются радиопоглощающие материалы и покрытия, разработка прекращена из-за финансовых трудностей в России                                                                                                  |             |
| США                                          | McDonnell Douglas                            | F/A-18 Hornet              | Эксплуатируется                      | Палубный истребитель-бомбардировщик, создан с применением ранних технологий снижения заметности, аналогичных SR-71 Blackbird, на модификации F/A-18E используются радар-блокеры в воздухозаборниках двигателей                                                        |             |
| СССР / · Россия                              | ОКБ Сухого                                   | Су-34                      | Эксплуатируется                      | Истребитель-бомбардировщик на базе перехватчика Су-27, для снижения радиолокационной заметности широко используются радиопоглощающие материалы и покрытия, форма некоторых элементов конструкции самолёта также создана с учётом снижения радиолокационной заметности |             |
| Югославия                                    | СОКО                                         | Novi Avion                 | Разработка прекращена                | Многоцелевой самолёт четвёртого поколения |             |
| Великобритания / Германия / Италия / Испания | EADS, BAE Systems, Alenia                    | Eurofighter Typhoon        | Эксплуатируется                      | Многоцелевой истребитель четвёртого поколения, применены различные меры для снижения радиолокационной заметности в передней полусфере |             |
| Россия                                       | ОКБ МиГ                                      | МиГ-35 (МиГ-29М2/МиГ-29М3) | Ожидается производство               | Лёгкий сверхманевренный фронтовой истребитель поколения 4++, широко применяются композиционные материалы и радиопоглощающие покрытия в конструкции планера самолёта                                                                                                   |             |
| Россия                                       | ОКБ Сухого                                   | Су-35С                     | Эксплуатируется                      | Тяжёлый сверхманевренный многоцелевой истребитель поколения 4++, имеет сниженную радиолокационную заметность, по некоторым данным средняя величина ЭПР находится в пределах от 0,5 до 2 м², также возможно применение радар-блокеров в воздухозаборниках двигателей   |             |
| СССР / · Россия                              | ОКБ Сухого                                   | Су-47                      | Летающая лаборатория                 | Экспериментальный малозаметный палубный истребитель с крылом обратной стреловидности |             |
| СССР / · Россия                              | ОКБ МиГ                                      | МиГ 1.44                   | Разработка прекращена                | Проект перспективного тяжёлого истребителя пятого поколения, был закрыт из-за финансовых трудностей в России |             |
| Индия                                        | HAL                                          | Tejas                      | Эксплуатируется                      | Лёгкий многоцелевой истребитель четвёртого поколения |             |
| США                                          | Boeing                                       | F-15SE Silent Eagle        | Проходит испытания                   | Многоцелевой истребитель, являющийся модернизацией F-15E, в конструкции планера применяются радиопоглощающие материалы и покрытия, имеется 4 внутренние точки подвески вооружений                                                                                     |             |
| Швеция                                       | Saab AB                                      | Flygsystem 2020            | В разработке                         | Проект ВВС Швеции по разработке к 2020 году невидимого истребителя пятого поколения | -           |
| Великобритания                               | BAE Systems, Rolls-Royce plc, Leonardo, MBDA | Tempest                    | В разработке                         | Предлагаемая концепция истребителя |             |

#### Малозаметные самолёты
Самолёты с широким применением технологий малозаметности — специальная геометрия планера самолёта, радиопоглощающие материалы и покрытия в конструкции планера и отсеков самолёта, экранирование компрессоров и реактивных сопел двигателей.
| Государственная принадлежность | Разработчик                                | Название                                                                                        | Статус                  | Описание | Изображение |
| ------------------------------ | ------------------------------------------ | ----------------------------------------------------------------------------------------------- | ----------------------- | --- | ----------- |
| США                            | Lockheed                                   | Have Blue                                                                                       | Разработка прекращена   | Первый современный самолёт со схемой «летающее крыло», экспериментальный самолёт, на основе которого был создан ударный самолёт F-117 Nighthawk, полёты с 1977 года |             |
| США                            | Lockheed                                   | F-117 Nighthawk                                                                                 | Эксплуатация прекращена | Первый современный серийный самолёт со схемой «летающее крыло», первый самолёт, на котором удалось значительно снизить радиолокационную и инфракрасную заметность, довольно эффективно применялся в ряде конфликтов, полёты с 1981 года, производство прекращено в 1990 году, снят с вооружения в 2008 году           |             |
| США                            | Northrop                                   | Tacit Blue                                                                                      | Разработка прекращена   | Экспериментальный, демонстратор технологий |             |
| Германия                       | MBB                                        | Lampyridae                                                                                      | Разработка прекращена   | Прототип немецкого малозаметного истребителя |             |
| США                            | Northrop                                   | B-2 Spirit                                                                                      | Эксплуатируется         | Малозаметный тяжёлый стратегический бомбардировщик, первый современный серийный тяжёлый самолёт со схемой «летающее крыло», полёты с 1989 года, производство прекращено в 1999 году, является самым дорогим самолётом за историю авиации                                                                              |             |
| США                            | McDonnell Douglas General Dynamics         | McDonnell Douglas/General Dynamics A-12 Avenger II                                              | Разработка прекращена   | Проект всепогодного бомбардировщика для палубной авиации |             |
| США                            | Northrop McDonnell Douglas                 | YF-23                                                                                           | Разработка прекращена   | Прототип истребителя пятого поколения, созданный по программе ATF, проиграл в конкурсе самолёту YF-22 |             |
| США                            | Lockheed Boeing                            | F-22 Raptor                                                                                     | Эксплуатируется         | Малозаметный многоцелевой истребитель пятого поколения, является самым дорогим истребителем в мире |             |
| США                            | Boeing                                     | Bird of Prey                                                                                    | Разработка прекращена   | Экспериментальный самолёт, на котором отрабатывались технологии снижения заметности |             |
| СССР / · Россия                | ОКБ Яковлева                               | Як-201                                                                                          | Проект закрыт           | Проект дальнейшего развития самолётов вертикального взлёта и посадки Як-141 и Як-43. | -           |
| Великобритания                 | BAE Systems                                | BAE Replica                                                                                     | Неизвестен              | Проект британского малозаметного истребителя пятого поколения | -           |
| США                            | Lockheed Martin Boeing                     | FB-22 Raptor                                                                                    | Разработка прекращена   | Проект малозаметного истребителя-бомбардировщика, выполненного по аэродинамической схеме «летающее крыло» с дельтовидным удлинённым крылом, что, по мнению западных экспертов, позволило бы увеличить массу полезной нагрузки и дальность полёта                                                                      | -           |
| США                            | Boeing                                     | X-32                                                                                            | Разработка прекращена   | Прототип лёгкого истребителя пятого поколения, созданный по программе JSF, проиграл в конкурсе самолёту F-35 |             |
| Россия                         | ОКБ МиГ                                    | МиГ-ХХ                                                                                          | Неизвестен              | ЛМФС (Лёгкий многоцелевой фронтовой самолёт). проект лёгкого многоцелевого истребителя пятого поколения, разрабатываемый в ОКБ МиГ для замены истребителей четвертого поколения МиГ-29 российских ВВС | -           |
| США · Великобритания           | Lockheed Martin                            | F-35 Lightning II                                                                               | Эксплуатируется         | Перспективный малозаметный лёгкий истребитель-бомбардировщик |             |
| Россия                         | ОКБ Сухого                                 | ПАК ФА / Су-57                                                                                  | Эксплуатируется         | Тяжелый многоцелевой истребитель пятого поколения, разрабатываемый в ОКБ Сухого для замены истребителей четвертого поколения Су-27 российских ВВС, прототип начал полёты в 2010 году |             |
| Китай                          | Shenyang Aircraft Corporation              | Shenyang J-20                                                                                   | Эксплуатируется         | Китайский малозаметный истребитель пятого поколения, первый полёт прототип совершил в начале 2011 года |             |
| Китай                          | Shenyang Aircraft Corporation              | Shenyang J-31 / F-60                                                                            | Проходит испытания      | Проект китайского лёгкого малозаметного истребителя, модель Shenyang F-60 впервые была показана 23-25 сентября 2011 года в музее авиации во время авиасалона AVIC, в июне 2012 года прототип был замечен во время транспортировки на статические испытания в Сиань, в сентябре 2012 года появились первые фотографии. |             |
| Китай                          | Xi'an Aircraft Industrial Corporation      | Xian H-20                                                                                       | Проходит испытания      | Проект китайского тяжелого малозаметного дальнего стратегического бомбардировщика, второй современный тяжёлый самолёт схемы «летающее крыло», прототип начал полёты в 2013 году | -           |
| Япония                         | Mitsubishi                                 | ATD-X Shinshin                                                                                  | В разработке            | Проект перспективного истребителя пятого поколения, создаваемого для ВВС Японии в размерности Saab Gripen и близкому по форме к американскому F-22 Raptor, прототип начал полёты в 2016 году |             |
| США                            | Boeing/Lockheed Martin и Northrop          | B-3 (NGB — Next-Generation Bomber, 2018 Bomber, LRS-B — Long Range Strike Bomber) и B-21 Raider | В разработке            | Проекты тяжелого малозаметного дальнего стратегического бомбардировщика схемы «летающее крыло», менее дорогого чем B-2 |             |
| Россия                         | ОКБ Туполева                               | ПАК ДА                                                                                          | В разработке            | Проект тяжелого малозаметного дальнего стратегического бомбардировщика схемы «летающее крыло», разрабатываемого в ОКБ Туполева для стратегической авиации России | -           |
| Россия · Индия                 | ОКБ Сухого HAL                             | Т-50УБ / FGFA                                                                                   | В разработке            | Проект двухместного тяжёлого многоцелевого истребителя пятого поколения | -           |
| Индия                          | HAL                                        | AMCA                                                                                            | В разработке            | Проект индийского лёгкого малозаметного истребителя пятого поколения для ВВС и ВМФ Индии |             |
| Республика Корея               | KAI                                        | KF-X / IF-X                                                                                     | В разработке            | Проект корейского лёгкого малозаметного истребителя пятого поколения |             |
| Турция                         | Türk Havacılık ve Uzay Sanayii BAE Systems | TF-X                                                                                            | В разработке            | Проект турецкого лёгкого малозаметного истребителя пятого поколения | -           |
| Иран                           | HESA                                       | Shafaq                                                                                          | В разработке            | Проект иранского лёгкого малозаметного истребителя/штурмовика |             |

### Беспилотные
| Государственная принадлежность | Разработчик                                    | Название        | Статус                                 | Описание                                               | Изображение |
| ------------------------------ | ---------------------------------------------- | --------------- | -------------------------------------- | ------------------------------------------------------ | ----------- |
| США                            | Lockheed                                       | RQ-3 Darkstar   | Разработка прекращена                  | Разведывательный БПЛА                                  |             |
| США                            | Boeing                                         | X-45            | Разработка прекращена                  | Разработан на основе пилотируемого Boeing Bird of Prey |             |
| США                            | Northrop Grumman                               | X-47A           | Разработка прекращена                  | Демонстрационная модель разведывательного БПЛА         |             |
| Франция                        | Dassault-Sagem                                 | SlowFast        | В разработке                           | Разведывательный БПЛА                                  | -           |
| Германия · Испания             | EADS                                           | Barracuda       | Неизвестен                             | Разведывательный БПЛА                                  |             |
| Россия                         | ОКБ МиГ                                        | Скат            | Разработка прекращена                  | Ударный БПЛА                                           |             |
| Россия                         | НПО машиностроения                             | 3М25 «Метеорит» | Разработка прекращена                  | Стратегическая крылатая ракета                         |             |
| Франция                        | Dassault                                       | nEUROn          | В разработке                           | Разведывательно-ударный БПЛА                           |             |
| Франция                        | Dassault                                       | AVE-D Petit Duc | Неизвестен                             | Экспериментальный БПЛА                                 | -           |
| Франция                        | Dassault                                       | AVE-C Moyen Duc | Неизвестен                             | Экспериментальный БПЛА                                 | -           |
| Болгария                       | Армстехно                                      | НИТИ            | Разработка прекращена                  | Ударный БПЛА                                           | -           |
| Германия                       | Rheinmetall                                    | KZO             | Неизвестен                             | Разведывательный БПЛА                                  |             |
| Индия                          | ADA                                            | DRDO AURA       | В разработке                           | Ударный БПЛА                                           | -           |
| США                            | Lockheed Martin                                | RQ-170 Sentinel | Эксплуатируется                        | Ударный БПЛА                                           |             |
| США                            | Boeing                                         | Phantom Ray     | В разработке                           | Ударный БПЛА                                           |             |
| США                            | Northrop Grumman                               | X-47B           | Разработка прекращена                  | Ударный БПЛА                                           |             |
| Россия                         | ОКБ Сухого                                     | С-70 «Охотник»  | В разработке                           | Ударный БПЛА                                           |             |
| США                            | Northrop Grumman Corporation                   | RQ-180          | Эксплуатируется                        | Разведывательный БПЛА                                  | -           |
| Китай                          | SYADI, SAU и HAIG                              | Лиянь           | В разработке                           | Ударный БПЛА                                           |             |
| Иран                           | Iran Aircraft Manufacturing Industrial Company | Sofreh Mahi     | В разработке, возможно эксплуатируется | Ударный БПЛА                                           |             |
| Иран                           | Iran Aircraft Manufacturing Industrial Company | Hamaseh         | Эксплуатируется                        | Разведывательный и ударный БПЛА                        |             |
| Великобритания                 | BAE Systems                                    | Taranis         | В разработке                           | Ударный БПЛА                                           |             |
| США                            | Northrop Grumman                               | X-47C           | Разработка прекращена                  | Экспериментальный БПЛА                                 | -           |
| США                            | Boeing                                         | MQ-25 Stingray  | В разработке                           | Дозаправочный БПЛА                                     |             |
| США                            | Kratos Defense & Security Solutions            | XQ-58 Valkyrie  | В разработке                           | БПЛА                                                   |             |

## Корабли с пониженной радиолокационной заметностью
| Государственная принадлежность | Разработчик                                           | Название                                   | Статус                | Описание | Изображение |
| ------------------------------ | ----------------------------------------------------- | ------------------------------------------ | --------------------- | --- | ----------- |
| США                            | Lockheed Martin                                       | Си Шэдоу                                   | Разработка прекращена | Опытовое судно-невидимка |             |
| Франция                        | DCNS                                                  | Фрегаты типа «Лафайет»                     | Эксплуатируется       | Малозаметный фрегат |             |
| Великобритания · Италия        | Horizon SAS                                           | Фрегаты типа «Горизонт»                    | Эксплуатируется       | Серия фрегатов |             |
| Норвегия                       | Umoe Mandal                                           | Ракетные катера типа «Скьольд»             | Эксплуатируется       | Серия малозаметных высокоскоростных ракетных катеров |             |
| Швеция                         | Kockums                                               | Корветы типа «Висбю»                       | Эксплуатируется       | Серия многоцелевых корветов ВМС Швеции |             |
| Россия                         | Зеленодольское ПКБ                                    | Сторожевые корабли проекта 11661           | Эксплуатируется       | Серия российских малозаметных фрегатов |             |
| Россия                         | ЦМКБ «Алмаз»                                          | Корветы проекта 20380                      | Эксплуатируется       | Корветы проекта 20380 отличаются многофункциональностью, компактностью, малозаметностью и высоким уровнем автоматизации корабельных систем              |             |
| Сингапур                       | DCNS ST Engineering                                   | Фрегаты типа «Формидэбл»                   | Эксплуатируется       | Серия из шести многоцелевых фрегатов-«невидимок» ВМС Сингапура                                                                                          |             |
| Германия                       | Blohm + Voss ThyssenKrupp                             | Корветы типа «Брауншвейг»                  | Эксплуатируется       | Серия малозаметных корветов Германии |             |
| Россия                         | Зеленодольское ПКБ                                    | Малые артиллерийские корабли проекта 21630 | Эксплуатируется       | Малозаметные артиллерийские корабли, предназначенные для усиления надводных сил Каспийской флотилии как в ближней морской зоне, так и в речных участках |             |
| Россия                         | Северное ПКБ                                          | Фрегаты проекта 22350                      | В постройке           | Малозаметные многоцелевые боевые корабли дальней морской зоны                                                                                           |             |
| Россия                         | Зеленодольское ПКБ                                    | Малые ракетные корабли проекта 21631       | Эксплуатируется       | Малозаметные ракетные корабли, предназначенные для усиления надводных сил Каспийской флотилии и Черноморского флота                                     |             |
| США                            | Lockheed Martin General Dynamics                      | Littoral combat ship                       | Эксплуатируется       | Малозаметные боевые корабли прибрежной зоны |             |
| Индия                          | Mazagon Dock Shipbuilders Limited                     | Фрегаты типа «Шивалик»                     | Эксплуатируется       | Многоцелевой фрегат ВМС Индии |             |
| США                            | Lockheed Martin General Dynamics                      | Эскадренные миноносцы типа «Замволт»       | Эксплуатируется       | Тип многоцелевого корабля с упором на атаки береговых и наземных целей                                                                                  |             |
| Малайзия                       | Boustead Heavy Industries DCNS                        | Фрегаты типа «Махараджа Лела»              | В производстве        | Класс из шести фрегатов-«невидимок», строящихся для ВМС Малайзии                                                                                        |             |
| Индия                          | GRSE                                                  | Проект-17A                                 | В производстве        | Малозаметный фрегат |             |
| Израиль                        | Northrop Grumman Ship Systems по израильскому проекту | Корветы типа «Саар-5»                      | Эксплуатируется       | Малозаметный корвет |             |
| Россия                         | ЦМКБ «Алмаз»                                          | неизвестно                                 | В разработке          | Перспективный малозаметный эсминец | -           |
| Украина                        | Кузница на Рыбальском                                 | Речные бронекатера проекта 58155 «Гюрза-М» | Эксплуатируется       | Малые бронированные артиллерийские катера с пониженной заметностью                                                                                      |             |
| Украина                        | Кузница на Рыбальском                                 | Десантные катера типа «Кентавр»            | В производстве        | Десантно-штурмовой катер с пониженной заметностью |             |